# 港灣道花園

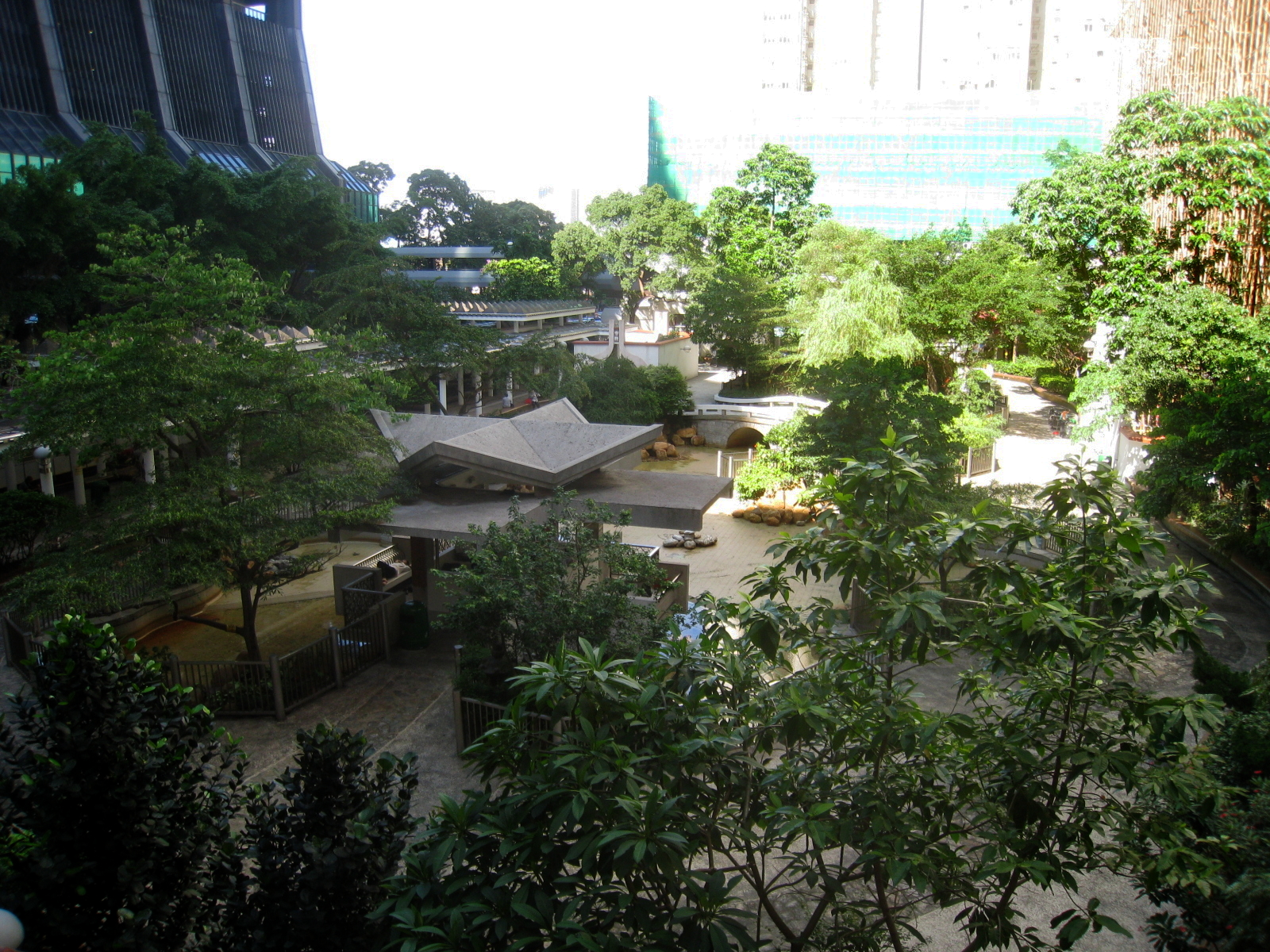
由華潤大廈平台俯瞰第一代港灣道花園（2009年）

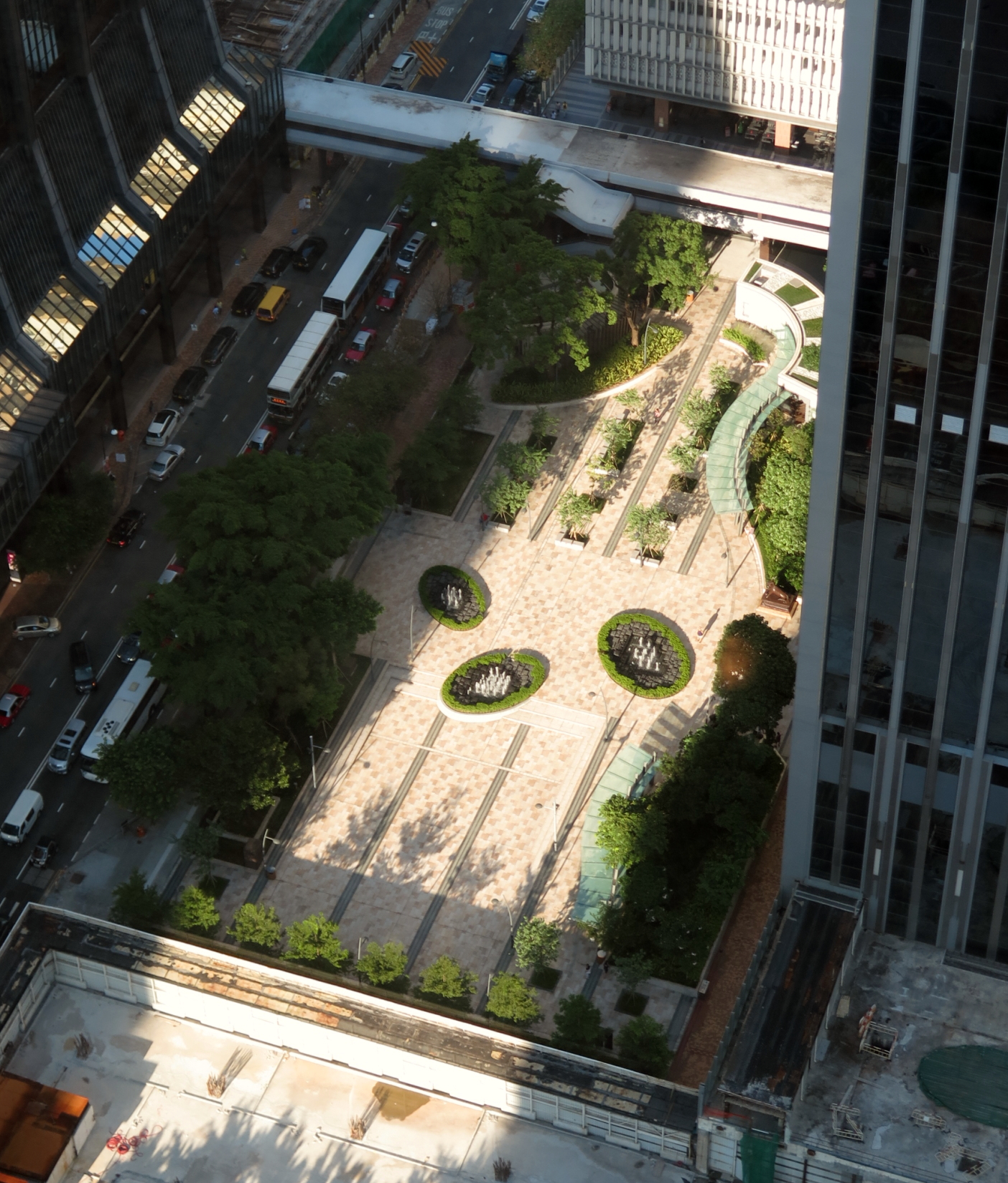
港灣道花園全貌（2014年）

港灣道花園（英語：Harbour Road Garden）是香港一個仿中國古式的園林公園，位於香港島灣仔港灣道，佔地約40,000平方呎，由康樂及文化事務署管理。

## 第一代（1986年至2010年）
港灣道花園是華潤於30多年前根據批地條款興建，其後交還市政局管理，並於1986年6月24日正式開幕。第一代花園為中式園林設計，由費鍾建築設計事務所負責，有亭台樓閣、小橋流水、婆娑樹影及拱門等建築元素。設施包括洗手間和小食亭。

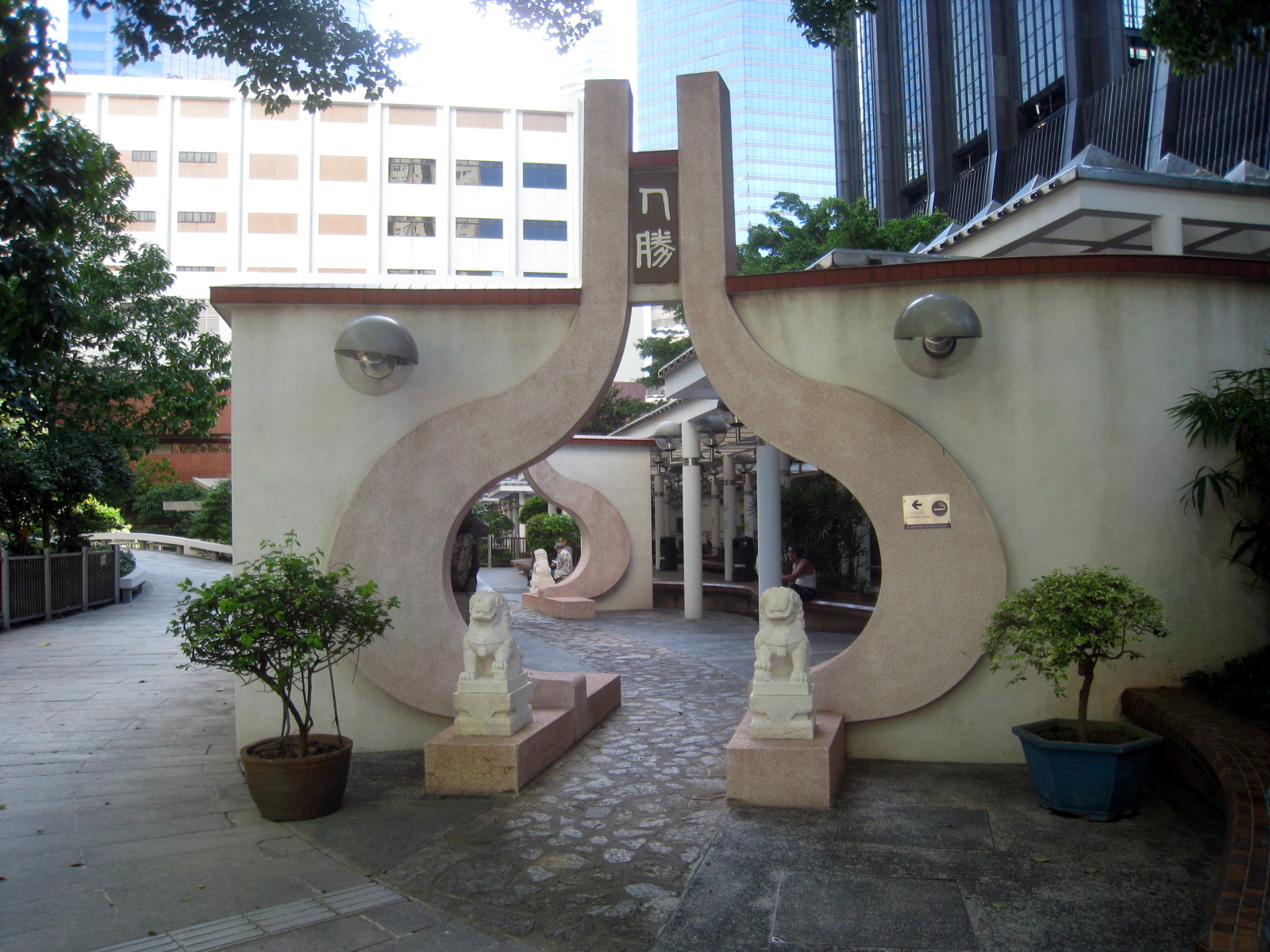
拱門
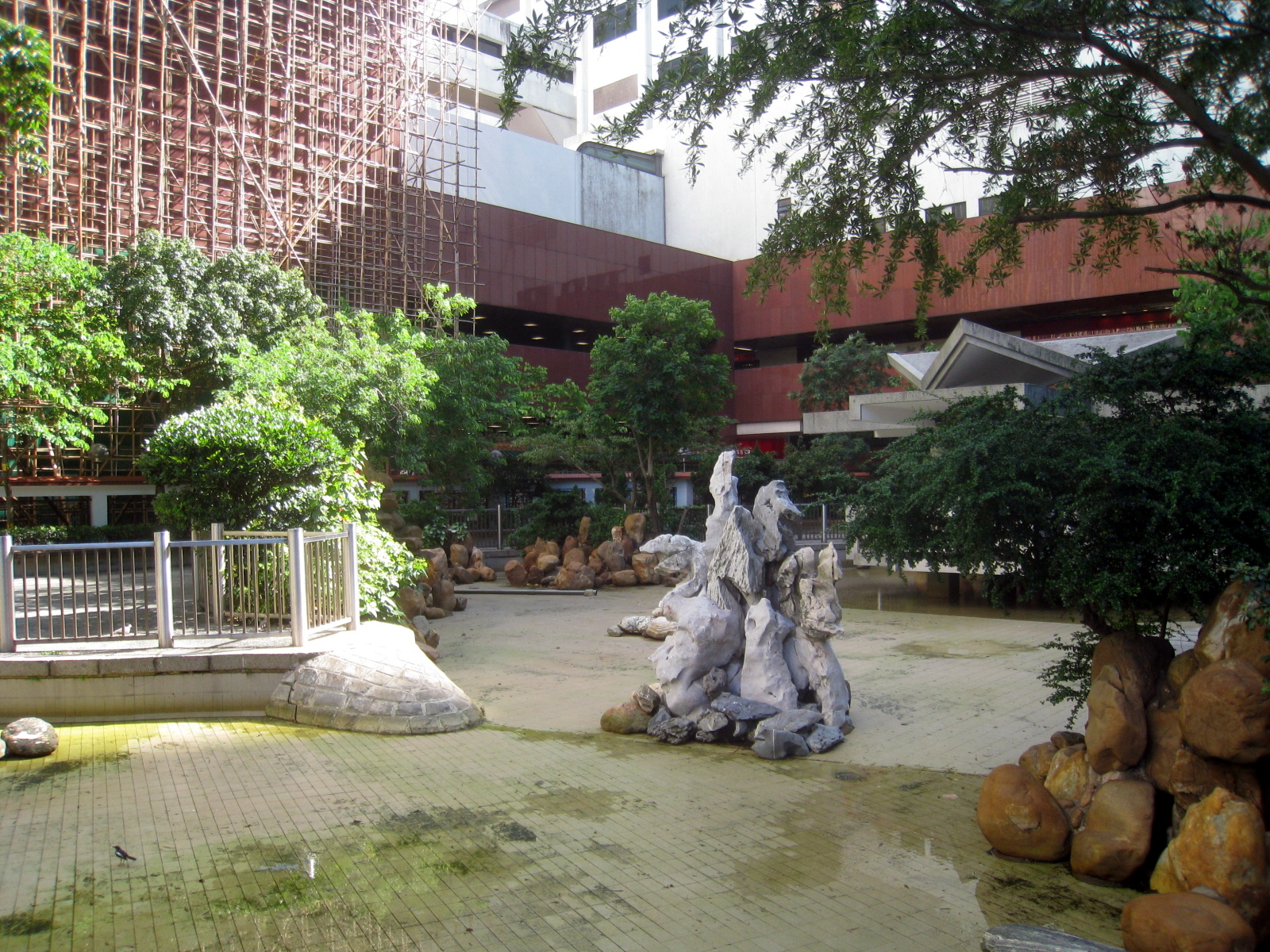
已停用的水池
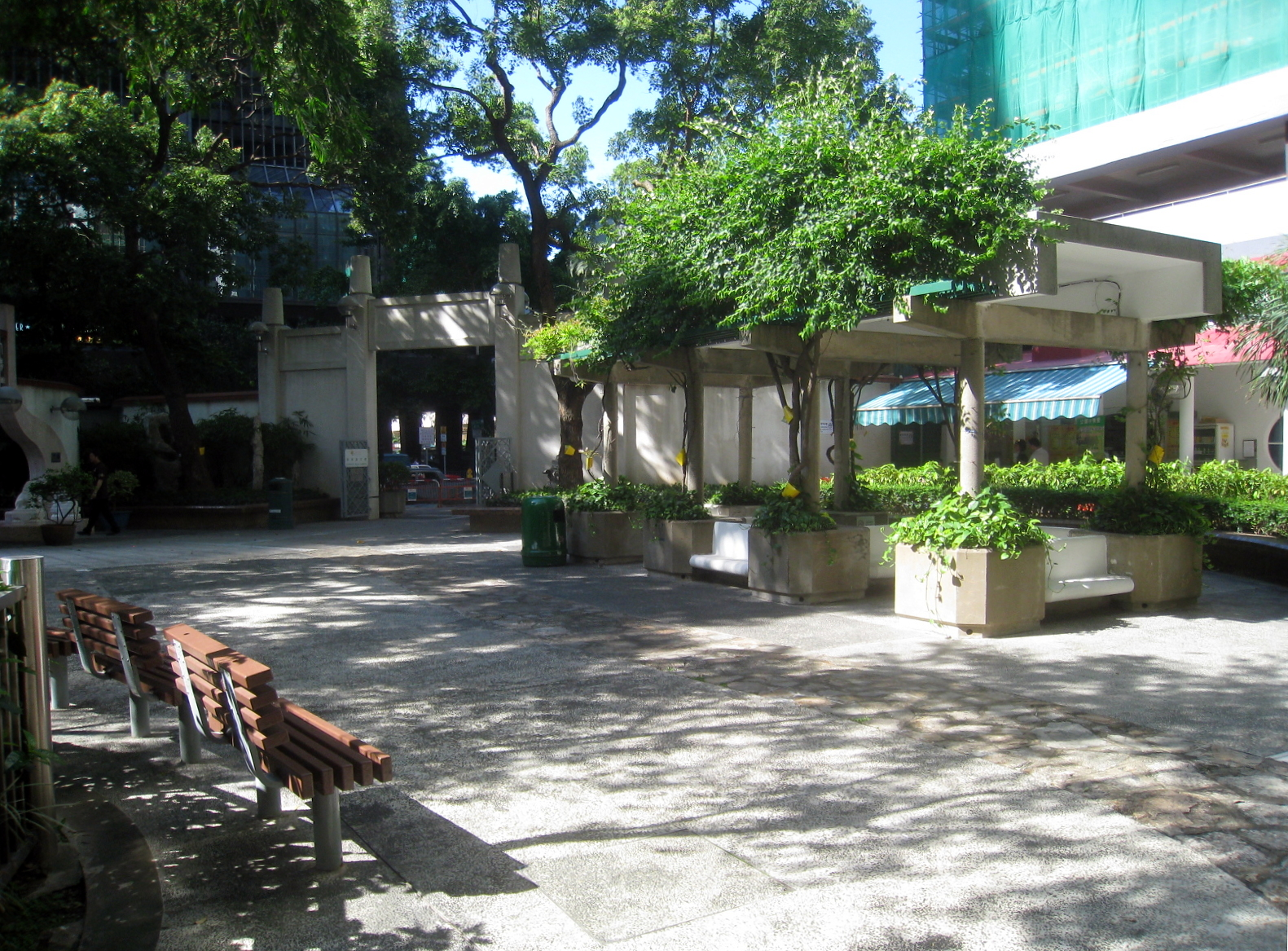
凉亭
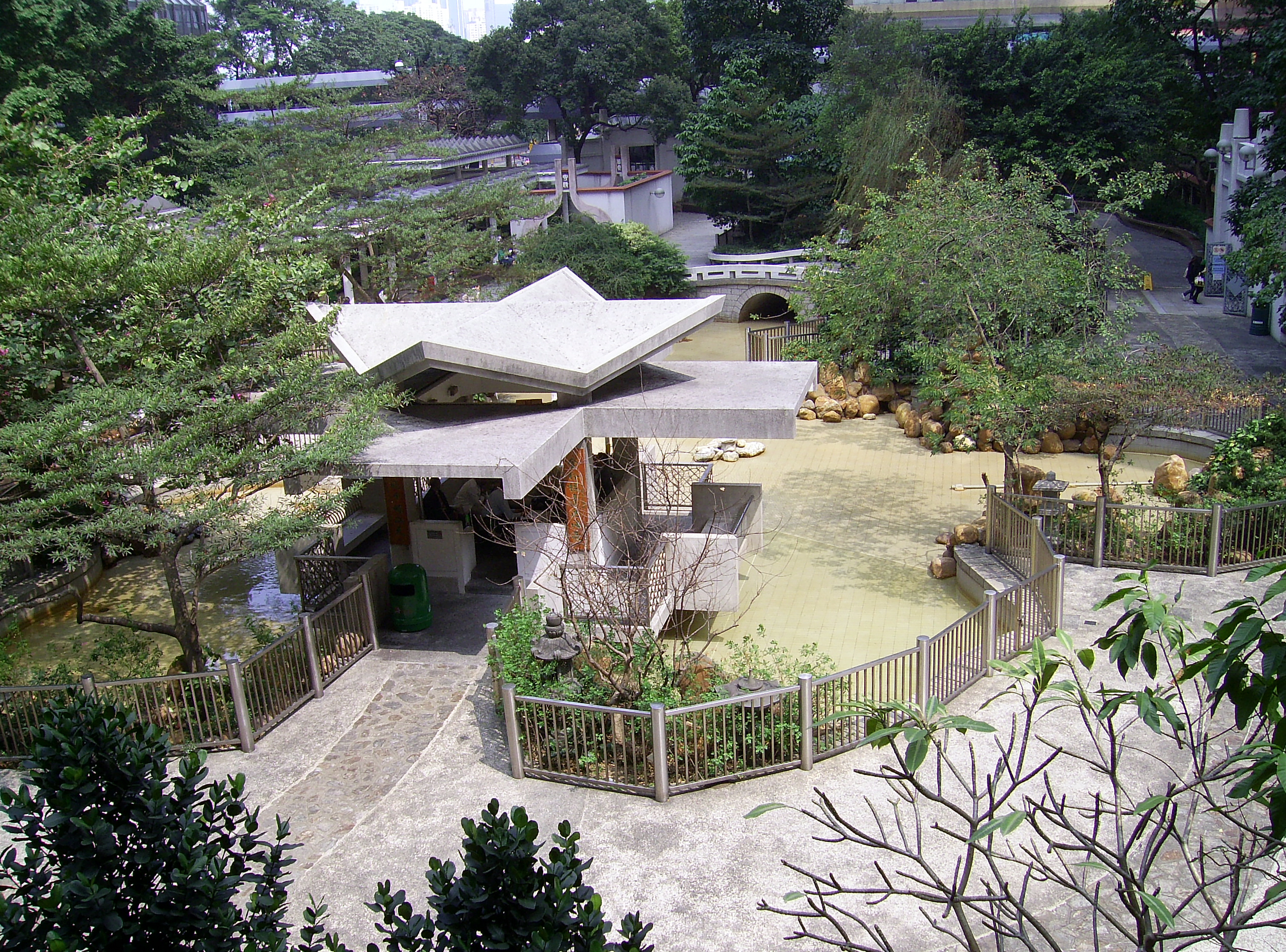
亭台樓閣

## 第二代（2012年至今）
2008年，華潤集團決定翻新集團位處灣仔北的總部，並且向康樂及文化事務署建議，捐資2,000萬港元翻新位處其北面的港灣道公園，期望翻新後的港灣道花園打造成為香港的紐約麥迪遜廣場：建設一個全天候24小時開放、廣設水體和樹木、大型綠化及開揚的地標。而園內現有80棵樹將全數保留，並且加種20棵樹。由於香港政府無意接收園內的九龍壁，華潤集團將其搬至倉庫保存。翻新工程由呂元祥建築師事務所設計，斥資逾3千萬元，於2010年10月動工，於2011年底落成。

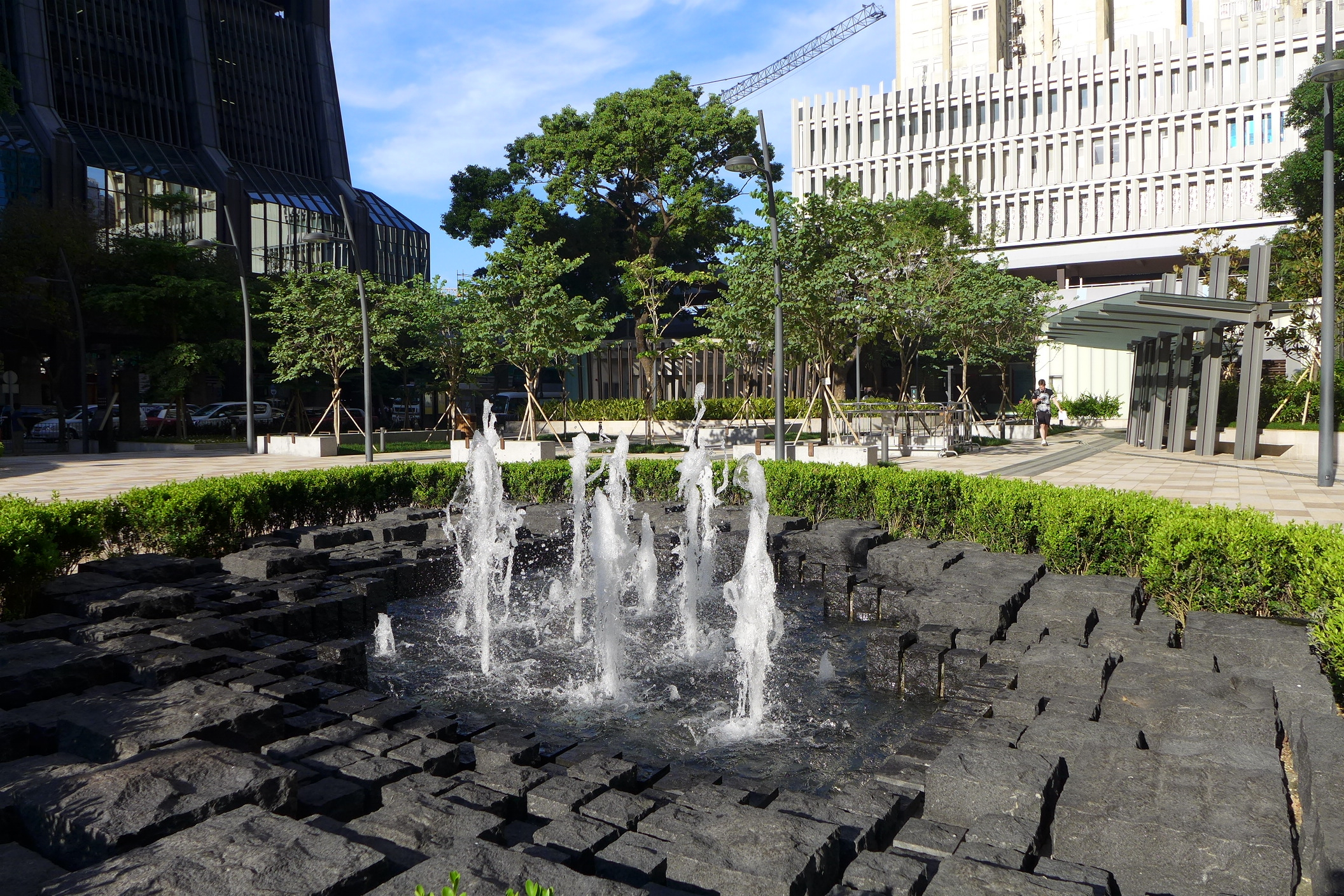
小水池
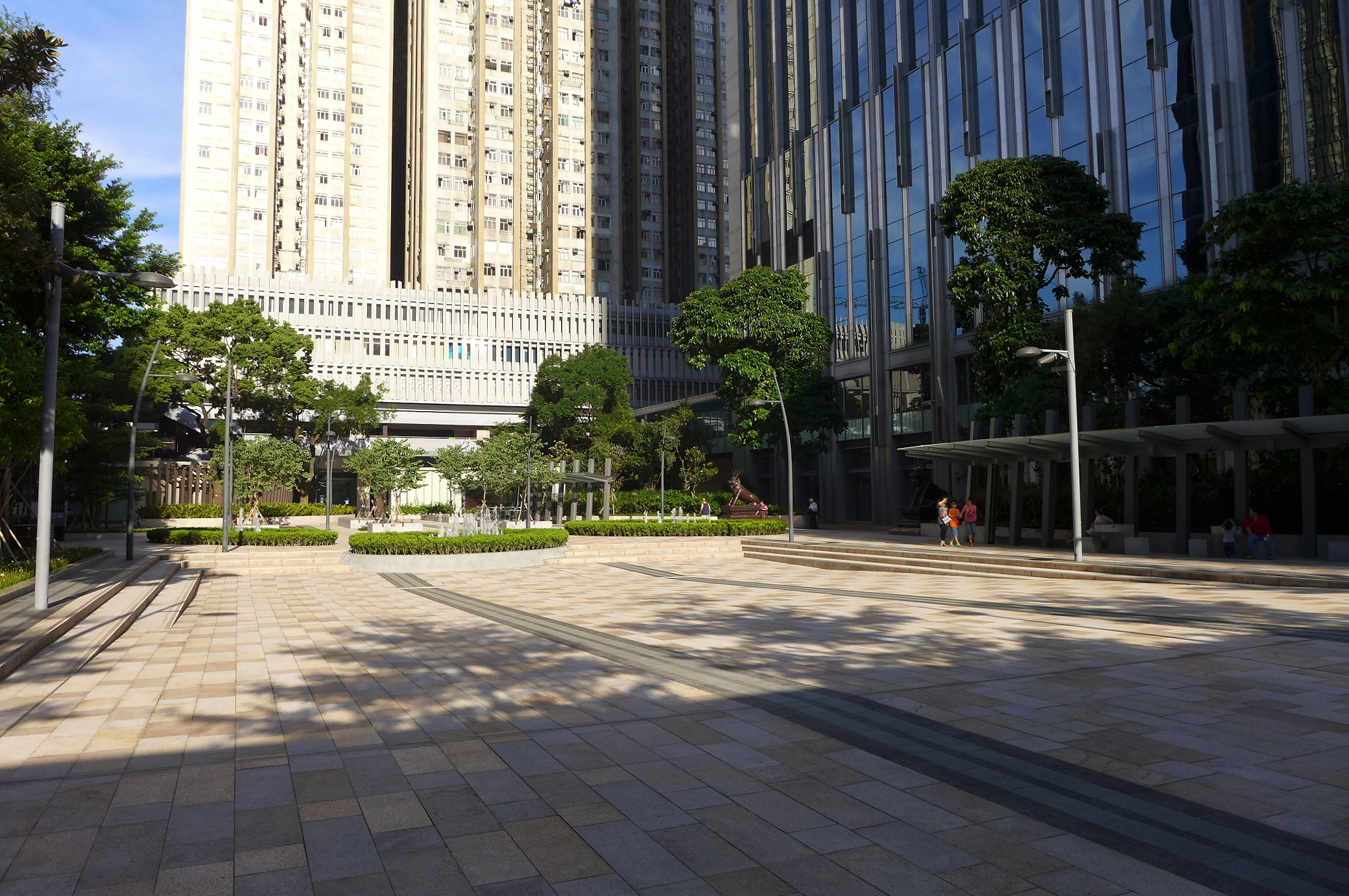
開放空間
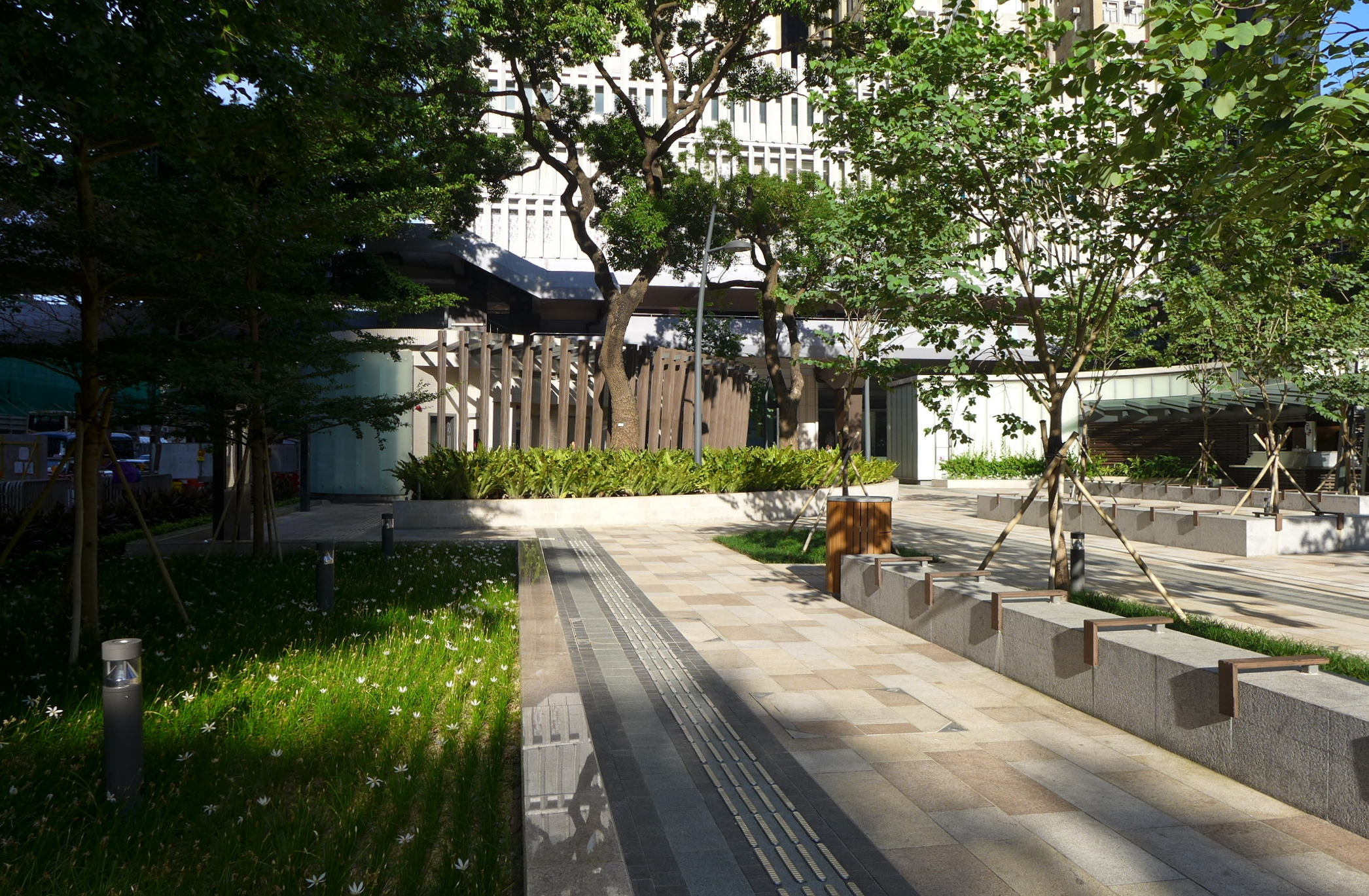
閒座區
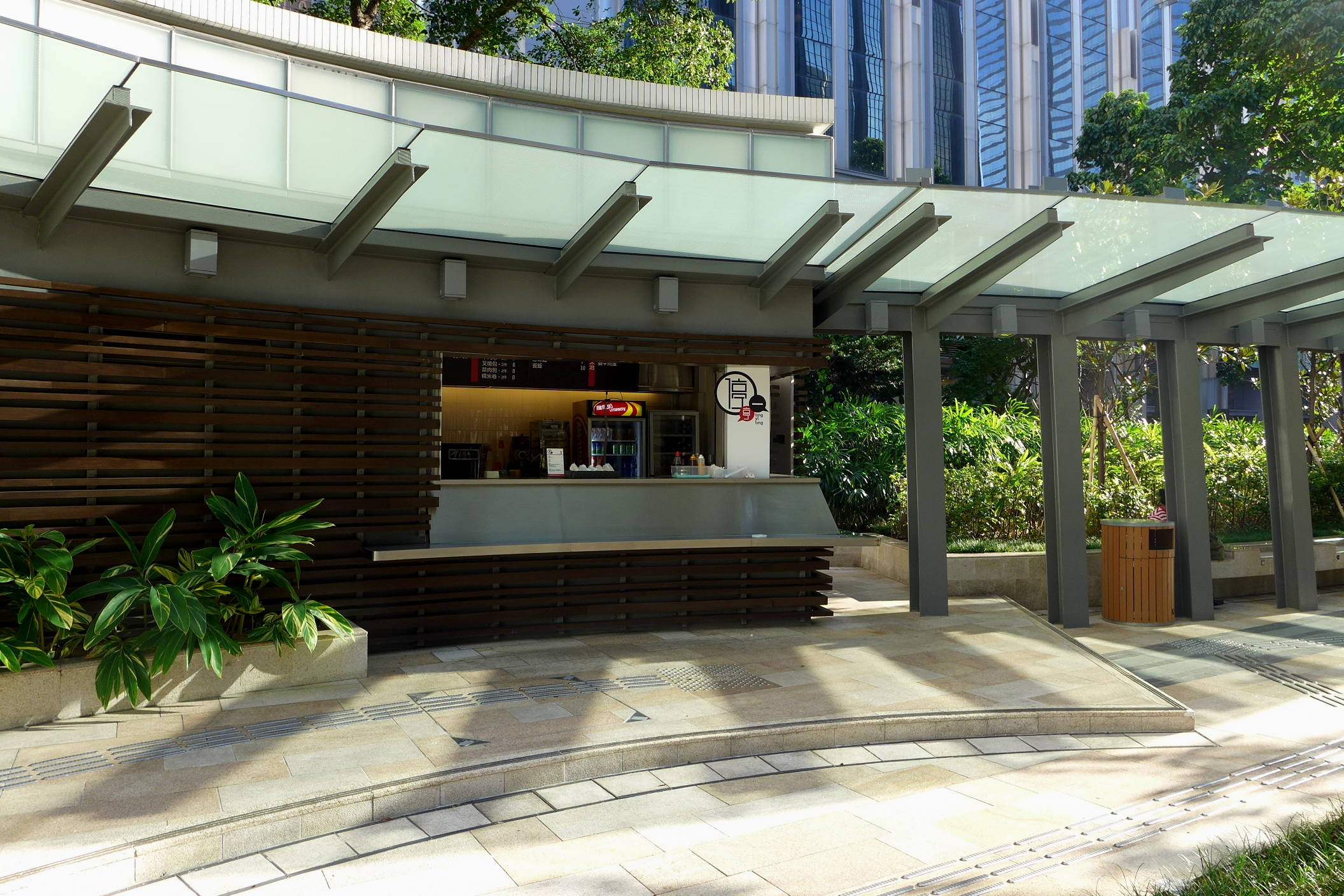
小食亭

## 交通
| 接駁交通列表                      |
| --------------------------------- |
| 港鐵： - █ 東鐵綫：會展站B3出入口 |

## 批評
有香港傳媒發現，港灣道公園重建後與華潤集團原先的設計草圖大有出入，原有大批老樹及凉亭完全消失。原本古色古香的大型休憩水池則被填為平地，變成3個每個佔地數十呎的小水池。華潤集團承諾的卵石路步行徑及凉亭均沒有興建，棋枱及長椅則置在公園兩角，供予公眾坐下的地方不多。公園正門則擺設了兩隻巨型瑞獸，尤如風水陣。對此，華潤集團回覆表示，港灣道公園的設計及圖則經由灣仔區議會及康樂及文化事務署同意才施工，惟未解釋為何原有多棵樹木被移走。署方則表示，重建港灣道公園乃按照灣仔區議會通過的設計建造，公園重建後仍然設有相關設施，只是採用比較開揚設計以配合周遭環境和發展。園內原本種植有66棵樹，有14棵因為健康欠佳被移除，現時已經加種新植物，樹木數量增加至88棵。

## 外部連結
维基共享资源上的相關多媒體資源：港灣道花園